# Frano Supilo
Frano Supilo (* 30. November 1870 in Cavtat/Konavle, Dalmatien; † 25. September 1917 in London) war ein kroatischer Politiker und Journalist in Österreich-Ungarn. Er war in den Jahren vor dem Ersten Weltkrieg ein bedeutender Verfechter der kroatischen nationalen Interessen und führender Vertreter des Jugoslawismus in der Habsburgermonarchie.

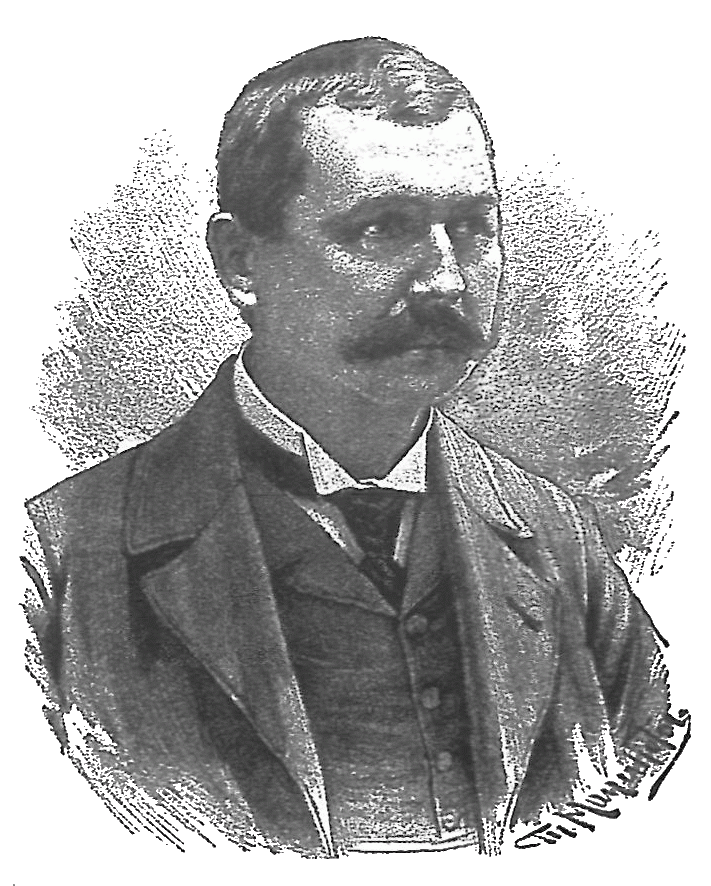
Frano Supilo (1907)

## Leben

### Politischer Kampf im Habsburgerreich
Supilo stammte aus einfachen Verhältnissen und begann früh seinen Kampf für eine Vereinigung der Südslawen. Schon als 13-Jähriger protestierte er 1883 gegen Kronprinz Rudolf bei dessen Besuch in Dubrovnik. Daraufhin wurde der Schüler vom Unterricht suspendiert. Dennoch studierte er erfolgreich Rechtswissenschaften und propagierte als ersten Schritt in Richtung Jugoslawien die Vereinigung des österreichischen Kronlands Dalmatien mit dem ungarischen Königreich Kroatien und Slawonien. 1895 wurde er einer der Führer der Kroatischen Partei des Rechts (Hrvatska stranka prava HSK).
1890 bis 1899 leitete er die Zeitschrift Crvena Hrvatska in Dubrovnik, 1900 gründete er in Fiume die Tageszeitung Novi list die er bis 1915 herausgab und zum wichtigsten Organ der jugoslawischen Bewegung machte.
Er war außerdem Mitglied des Dalmatinischen Landtags und 1905 bis 1909 Abgeordneter des ungarischen Reichstags in Budapest.
Auf seine Initiative hin trafen sich in Fiume am 3. Oktober 1905 kroatische Parlamentarier aus Dalmatien, Kroatien und Istrien und beschlossen die Resolution von Fiume/Rijeka, die eine Vereinigung der kroatischen Länder und eine Revision des Kroatisch-Ungarischen Ausgleichs forderte. Die folgende Resolution von Zadar vom 17. Oktober hatte als Endziel schon die Errichtung eines unabhängigen jugoslawischen Staates.
Zwischen 1905 und 1909 waren Supilo, Ante Trumbić und der Vertreter der Serben in Kroatien-Slawonien Svetozar Pribićević die führenden Köpfe der Politik des neuen Kurses. Im Jahre 1910 verließ Supilo die Kroatisch-Serbische Koalition wegen Meinungsverschiedenheiten über den Status der kroatischen Länder und Bosnien-Herzegowinas.

Karte Österreich-Ungarns
5. Dalmatien
7. Küstenland
17. Kroatien und Slawonien
18. Bosnien und Herzegowina

Im Wiener Friedjung-Prozess vom Dezember 1909 klagte er erfolgreich gegen den vom Wiener Außenministerium mit gefälschten Dokumenten versorgten Heinrich Friedjung wegen Verleumdung.

### Politischer Kampf im Exil

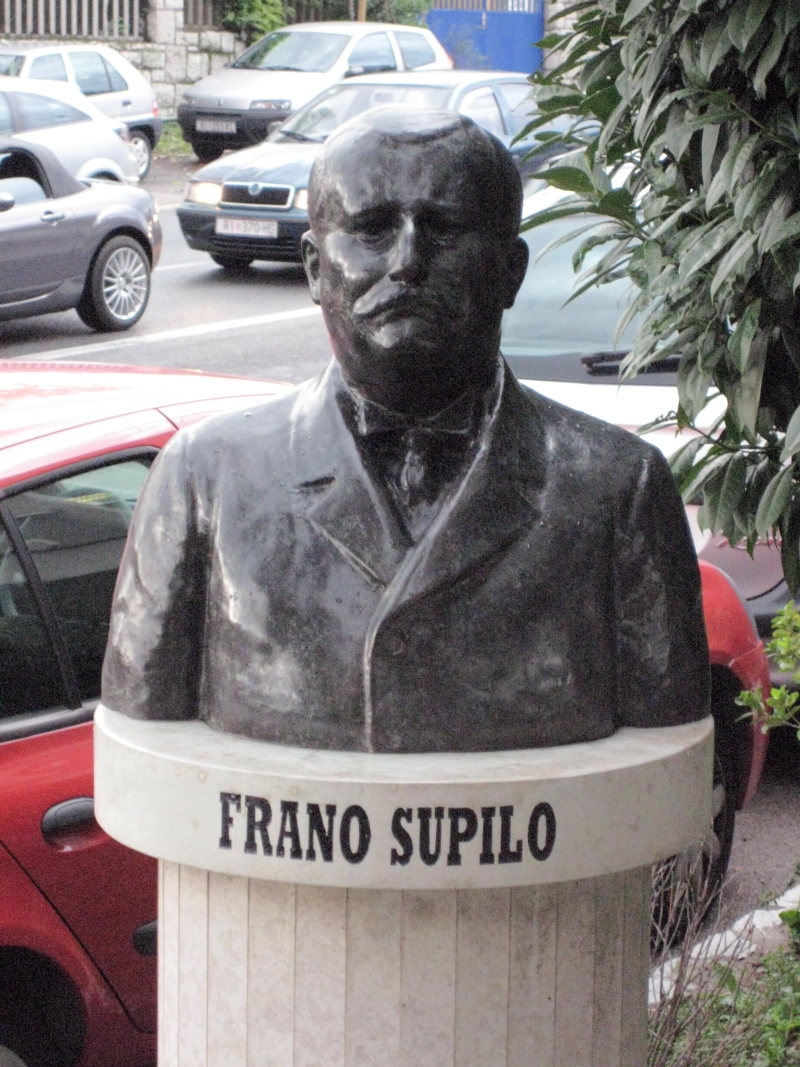
Denkmal in Rijeka

Nach dem Attentat von Sarajevo ging Supilo ins Exil nach Italien und propagierte nach Ausbruch des Ersten Weltkriegs 1914 und 1915 die jugoslawische Sache auf Reisen in Frankreich, Großbritannien und Russland.
Seine Denkschrift vom Dezember 1914 äußerte schon detaillierte Vorstellungen über den kommenden südslawischen Staat. Dieser Staat hätte 260.000 km² umfasst, bestehend aus den südlichen Teilen Kärntens und der Steiermark, dem Krain, dem gesamten Kronland Küstenland (mit Triest), Dalmatien, Bosnien-Herzegowina, Kroatien und Slawonien mit Fiume, das südliche Ungarn (ein wenig nördlich der Mur, südlich von Pécs und Szeged), sowie Montenegro und das damalige Serbien. Von den 14 Millionen Einwohnern wären 12,7 Millionen Südslawen gewesen.
Der Leiter des Foreign Office, der britische Außenminister Edward Grey, sagte Supilo am 1. September 1915 sogar persönlich zu, dass bei serbischer Zustimmung Bosnien, der Herzegowina, Süddalmatien, Slawonien und Kroatien erlaubt werde, „ihr eigenes Schicksal selbst zu bestimmen“. Der Einfluss der südslawischen Exilpolitiker wie Supilo innerhalb der Bevölkerung daheim, war bis ins letzte Kriegsjahr hinein sehr gering.
Am 30. April 1915 war Supilo einer der Mitbegründer des Südslawischen Komitees (Jugoslovanski Odbor) in London, bestehend aus emigrierten südslawischen Politikern Österreich-Ungarns, das am 20. Juli 1917 die Deklaration von Korfu über die Gründung eines vereinigten Königreichs der Serben, Kroaten und Slowenen unter der Herrschaft der Karađorđević-Dynastie unterzeichnete. Aber bereits am 5. April 1916 hatte Supilo als das wichtigste kroatische Mitglied das Komitee wieder verlassen, da es nicht bereit war den Kroaten im neuen Staat Gleichberechtigung zu garantieren.
Supilo gelang es, den Geheimvertrag von London aufzudecken, in dem Italien unter anderem große Teile Dalmatiens zugesagt worden waren, und konnte damit den erfolgreichen Kampf der Südslawen gegen den Vertrag früh einleiten.
Die fast aussichtslose Lage der kroatischen Exilpolitik zwischen Österreich-Ungarn, Serbien und Italien verursachte bei ihm 1917 einen schweren Nervenzusammenbruch, an dessen Folgen er wenig später im Londoner Exil starb.

## Ehrungen

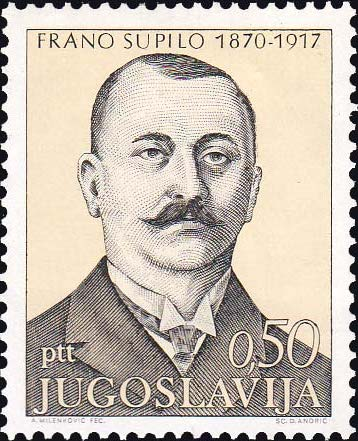
Jugoslawische Briefmarke von 1971

In mehreren Orten des Staates stehen Büsten oder Standbilder für Supilo, unter anderem in Rijeka, auch in seiner Geburtsstadt Cavtat. Außerdem ehrte die jugoslawische Post ihn bereits 1971 mit einer Sonderbriefmarke. Anlass war der 100. Geburtstag des Nationalpolitikers.

## Schriften
- Politika u Hrvatskoj (Politik in Kroatien), Fiume 1911, Reprint, Zagreb 1953.
- Politički spisi, članci, govori. (Politische Schriften, Artikel und Reden), Zagreb 1970.
- Izabrani politički spisi. (Ausgewählte politische Schriften), Zagreb 2000.